# John Hope (4e comte de Hopetoun)
John Hope, 4e comte de Hopetoun (17 août 1765 - 27 août 1823) est un homme politique écossais et un officier de l'armée britannique.

## Carrière militaire
Il est le fils unique de John Hope (2e comte de Hopetoun), de sa deuxième femme, Jane ou Jean Oliphant. Sa mère est décédée alors qu'il n'a qu'un an. Il est Officier dans les 10th Royal Hussars en 1784. Il siège comme député du Linlithgowshire de 1790 à 1800.
Il participe à la prise des Antilles françaises et des Antilles espagnoles en 1796 et 1797. En 1799, il est envoyé à Den Helder comme adjudant général adjoint et assiste à la bataille de Bergen et à la bataille de Castricum. En 1801, il est envoyé au Caire puis à Alexandrie pour y recueillir la capitulation des garnisons françaises. Il devient lieutenant-gouverneur de Portsmouth et commandant général du district du Sud-Ouest en juin 1805.
Il commande une division lors de l'avance en Espagne et commande l'avant-garde britannique à la bataille de La Corogne en 1809, accédant au commandement général après l'assassinat de John Moore. Plus tard cette année-là, il commande l'armée de réserve pendant la campagne de Walcheren. Il est nommé commandant en chef d'Irlande et est admis au Conseil privé d'Irlande en 1812. Il commande la première division du duc de Wellington lors de la Bataille de la Nivelle et de la bataille de la Nive en 1813. Il est capturé lors de la sortie française lors de la bataille de Bayonne en 1814 .
Il est Lord Lieutenant du West Lothian de 1816 à 1823. Le 17 mai 1814, deux ans avant sa nomination comme comte, il est élevé à la pairie sous le nom de baron Niddry, du château de Niddry, dans le comté de Linlithgow, avec le reste pour la descendance masculine de son père. En 1816, il succède à son demi-frère aîné comme quatrième comte de Hopetoun.

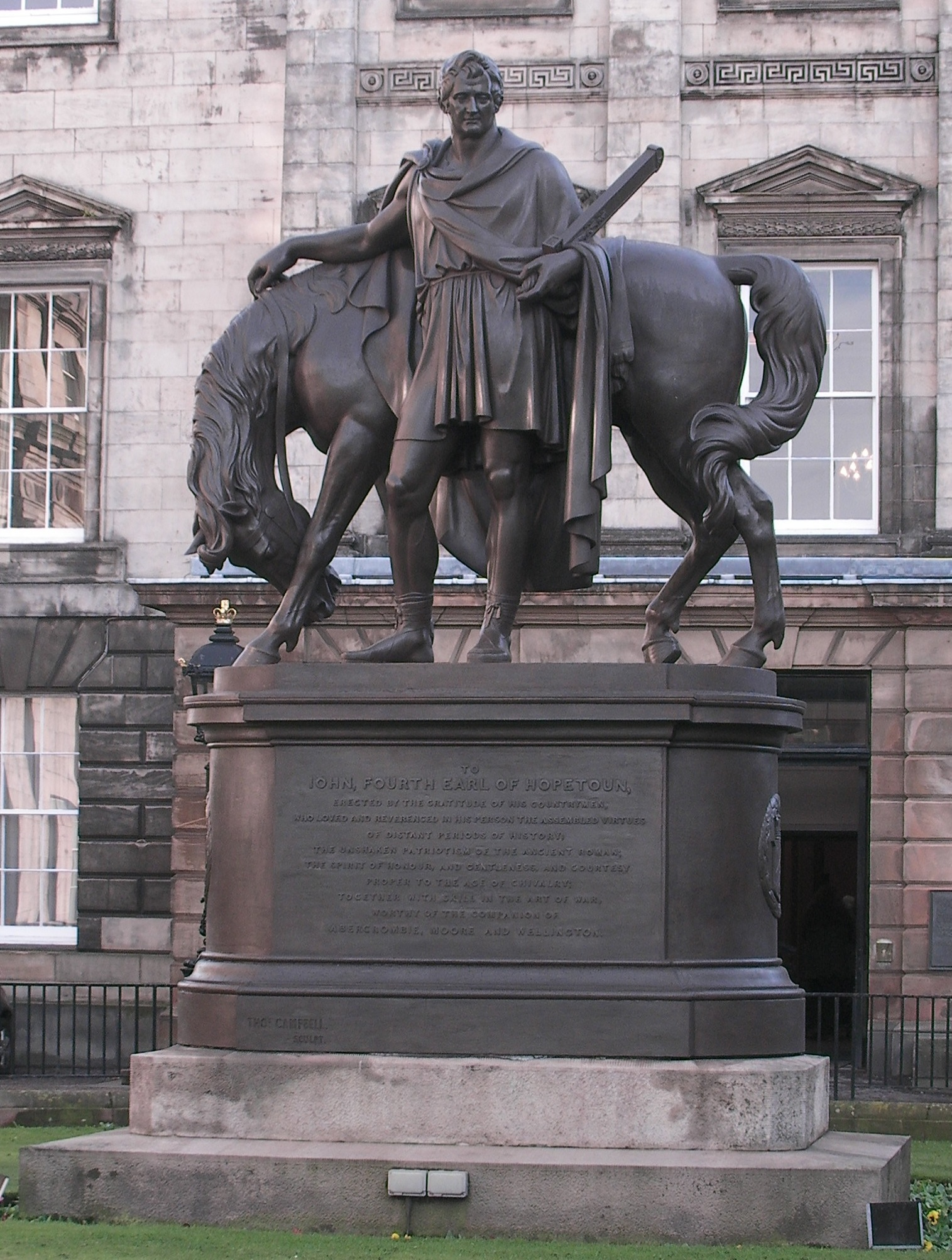
Statue, maison Dundas, St Andrew Square à Édimbourg

Il meurt à Paris, en France le 27 août 1823.

## Famille
En 1798, Lord Hopetoun épouse Elizabeth Hope Vere (ou Weir) de Craigiehall, fille de Charles Hope-Weir. Après sa mort, il épouse en secondes noces Louisa Dorothea Wedderburn, fille de John Wedderburn de Ballendean (en) et petite-fille de John Wedderburn (5e baronnet) (en).
À sa mort, son fils aîné de son deuxième mariage, John, lui succède. Lady Hopetoun est décédée en 1836.

## Les monuments
Après la mort de Lord Hopetoun, le monument Hopetoun est érigé sur la colline de Byres, dans l’East Lothian, en 1824. Cela est suivi en 1826 par un monument similaire sur le mont Hill à Fife. En 1824, la ville d’Édimbourg commande une statue en bronze de Lord Hopetoun, de Thomas Campbell, conçue à l’origine pour centre de Charlotte Square en 1829, mais qui est finalement placée à St Andrew Square en 1834, en face de Dundas House où il est vice-gouverneur de la banque . Le texte sur ce dernier est de Walter Scott .
Une pension de famille au Wellington College, dans le Berkshire, porte son nom. Il est récemment transformé en une maison de filles.